# Південнопалестинський наступ
Південнопалестинський наступ (англ. Southern Palestine Offensive) — одна з найбільших битв Синайсько-Палестинської кампанії на Близькосхідному театрі воєнних дій за часів Першої світової війни. Наступ військ Антанти, який мав яскраво виражений характер маневреної війни, розпочався 31 жовтня 1917 року з битви за Беер-Шеву, під час якої Єгипетські експедиційні сили Британської імперії атакували та захопили турецький гарнізон групи армій «Йилдирим», значно послабівши лінію оборони османських військ на цьому театрі війни. За сім днів сили союзників успішними діями примусили 7-му та 8-му османські армії відступити. Протягом наступного тижня в результаті переслідування турецькі війська були відкинуті до Яффи. Згодом відбувалися три тижні жорстких боїв на Юдейських пагорбах, перш ніж 9 грудня 1917 року війська Алленбі опанували Єрусалим. Протягом наступальної операції союзники прорвалися вглиб території Османської імперії майже на 75 км.

## Історія
31 жовтня 1917 року розпочалася перша фаза третьої битви за Газу, під час якої Єгипетські експедиційні сили Британської імперії під командуванням Алленбі силами XX та Пустельного спішеного корпусів несподівано для противника атакували та захопили турецький гарнізон групи армій «Йилдирим» у Беер-Шеві. Наступного дня, 1 листопада, 53-тя (Валлійська) дивізія та зведена дивізія АНЗАК розпочали битву при Тель-Ель-Хувейлфе з просуванням на північ від Беер-Шеви у передгір'я Юдеї. Цей прорив від Беер-Шеви у напрямку на Єрусалим поставив під загрозу позиції османських військ біля Хеврону та Вифлеєму.
У ніч на 1/2 листопада на узбережжі Середземного моря сталася Третя битва за Газу, коли XXI корпус провів обмежені атаки проти потужної оборони 8-ї османської армії. Наступного дня розпочалися запеклі бої на південь від Тель-ель-Хувейлфе, Єгипетські експедиційні сили намагалися створити достатній плацдарм для зосередження XX корпусу для проведення флангової атаки на центральний сектор оборонної лінії Беер-Шеви біля старої Гази. Бойові дії за Беер-Шева та дорогу на Єрусалим примусили турецьких командирів терміново кинути на загрозливий напрям свої резерви, щоб стримати прорив Єгипетських експедиційних сил. 6 листопада в центрі старої лінії, на півдорозі між Газою та Беер-Шевою, почалася битва за Шеріа та Харейру, унаслідок якої Харейра була захоплена британськими військами. До вечора наступного дня позиції турків навколо Шерії були захоплені підрозділами 60-ї (Лондонської) дивізії. 7-ма та 8-ма османські армії під ударами союзників змушені були повністю відступити від залишків оборонного рубежу біля старої Гази до лінії Беер-Шеви.
7 листопада, на другий день битви при Харейрі та Шерії, 52-га (Низовинна) дивізія та Імперська кавалерійська бригада безперешкодно прорвалися крізь Газу, і атакували сильні тилові позиції противника поблизу Ваді-ель-Гесі, які захопили наступного дня.
13 листопада британські XXI і Пустельний спішений корпуси під час переслідування турецько-німецьких військ групи армій «Йилдирим», що організовано відступали на північ, вступили в битву за хребет Мурхар. Попередньо декілька днів британці атакували позиції османської 8-ї армії на широкому фронті від передгір'я Юдеї через середземноморську прибережну рівнину. Лише 13 листопада кавалерійською атакою був прорваний бойовий порядок турків у центрі їхньої оборони та за підтримки піхоти британці захопили два укріплені села. 14 листопада британські та австралійсько-новозеландські вершники успішно атакували османські ар'єргардні позиції на північ від Аюн-Кара. Вузлова станція (також відома як Ваді-ес-Сара) була захоплена, й османське залізничне сполучення з Єрусалимом перервано. В результаті цієї перемоги 8-ма армія відступила за Нар-ель-Ауджа, а 7-ма армія відійшла до Єрусалиму.
З 17 листопада британці силами XX, XXI та Пустельного спішеного корпусів розпочали фінальну стадію Південнопалестинського наступу. Головною ціллю цього наступу стало опанування Єрусалима. Загалом на цьому етапі наступальної операції британські війська та їхні союзники провели дві битви: з 17 по 24 листопада — на Юдейських пагорбах на північ та схід від залізниці Хеврон — Розв'язка, або битва за Набі Самвіл та вже окремо в період з 26 по 30 грудня стався штурм Єрусалима, що завершився капітуляцією османського гарнізону.